# Перелік кавалерів Хреста Симона Петлюри (К)
Ця сторінка — інформаційний реєстр. Див. також основні статті: Хрест Симона Петлюри та Перелік кавалерів Хреста Симона Петлюри.
В алфавітному порядку представлені всі відомі кавалери Хреста Симона Петлюри, чиї прізвища починаються з літери «К». 
| №  | Фото | Ім'я                                 | Дата народження   | Місце народження                                                      | Дата смерті           | Місце смерті             | Звання                       | Підрозділ                                                            | № ордена |
| -- | ---- | ------------------------------------ | ----------------- | --------------------------------------------------------------------- | --------------------- | ------------------------ | ---------------------------- | -------------------------------------------------------------------- | -------- |
| 1  |      | Кайдан Стефан Захарович              | 1897              | Терехівка, Чернігівська губернія                                      | 22 листопада 1921     | Базар                    | козак                        | 4-та Київська дивізія                                                | 2219     |
| 2  |      | Макар Каплистий                      | 18 січня 1896     | Майорівка, Ананьївського повіту Херсонської губернії                  | 5 листопада 1979      | Філадельфія              | Сотник                       |                                                                      |          |
| 3  |      | Капустянський Микола Олександрович   | 30 березня 1881   | с. Чумаки, Катеринославська губернія                                  | 19 січня 1969         | Мюнхен, Німеччина        | Генерал-полковник            |                                                                      | *        |
| 4  |      | Квітко Олександр Костянтинович       | 6 серпня 1893     | Харківська губернія                                                   | 1945                  | Краків                   | Підполковник                 |                                                                      | 65       |
| 5  |      | Кедровський Володимир Іванович       | 13 серпня 1890    | Херсон                                                                | 13 березня 1970       | Метачен, Нью-Джерсі, США | Полковник                    | Державна Інспекція військ                                            |          |
| 6  |      | Кемпе Лаврентій Гнатович             | 22 серпня 1901    | с. Володарка Київської губернії                                       | 27 січня 1981         | Торонто, Канада          | козак                        | 1-ша сотня полку Чорних запорожців                                   | 1171     |
| 7  |      | Кіндзерявий-Пастух Яків Ількевич     | 23 жовтня 1897    | Залуга                                                                | після 16 січня 1956   | США                      | Сотник                       |                                                                      | 667      |
| 8  |      | Кість Андрій Федорович               | 17 травня 1891    | Сквира                                                                | після 10 вересня 1977 | США                      | Сотник                       |                                                                      | 1448     |
| 9  |      | Климач Юрко Олександрович            | 23 квітня 1896    | село Піски Лохвицького повіту Полтавської губернії                    | після 1944            |                          | Підполковник                 | Київська стрілецька дивізія                                          | 1014     |
| 10 |      | Кмета Архип Йосипович                | 19 лютого 1891    | Ічня, Борзнянський повіт, Чернігівська губернія, Російська імперія    | 2 червня 1978         | Нью-Йорк, США            | Полковник                    | 4 піший полк Січових стрільців                                       | 384      |
| 11 |      | Коваль-Медзвецький Микола Опанасович | 5 лютого 1868     | с. Нижча Кропивна на Поділлі                                          | 10 вересня 1929       | Варшава, Польща          | Генерал-поручник             |                                                                      | 253      |
| 12 |      | Козак Іван                           | 8 серпня 1891     | с. Гічва, Ліський повіт, Бойківщина                                   | грудень 1978          | Нью-Йорк, США            | сотник УГА                   |                                                                      | 1477     |
| 13 |      | Козьма Олександр Іванович            | 12 грудня 1871    | хут. Очертяний Олександрійський повіт Херсонська губернія             |                       |                          | Генерал-хорунжий             | Запорізький корпус Армії УНР                                         | 119      |
| 14 |      | Колодій Федір Олександрович          | 8 лютого 1872     | Рудьківка, Чернігівська губернія                                      | травень 1920          |                          | Генерал-поручник             | артилерія, піхота                                                    | 252      |
| 15 |      | Коновалець Мирон Михайлович          | 22 липня 1894     | с. Зашків, Жовківський район, Львівська область                       | 14 жовтня 1980        | м. Мюнхен                | поручник УГА                 |                                                                      | 2363     |
| 16 |      | Кононів Юрій Миколайович             | 24 квітня 1895    | Київ                                                                  | 27 грудня 1974        | Ірвінгтон, США           | Сотник                       | Запорізький важкогарматний полк                                      | 2635     |
| 17 |      | Ганс Кох                             | 7 липня 1894      | Львів                                                                 | 9 квітня 1959         |                          | Сотник УГА                   | Генеральний штаб УГА                                                 | 2439     |
| 18 |      | Кохно-Кутів Микола Євгенович         | 28 грудня 1869    | м. Умань, Київська губернія                                           | після 1920            | табір Каліш, Польща      | Підполковник                 |                                                                      | 4        |
| 19 |      | Крамаревський Леонід Миколайович     | 9 квітня 1884     | c. Іванків, Коропського району Сумської області                       | 1937                  | табір Каліш, Польща      | Підполковник                 | Третя Залізна Стрілецька дивізія Армії УНР                           | 67       |
| 20 |      | Красуля Власій Максимович            | 1 лютого 1870     | с. Свидовець, Козелецький повіт, Чернігівська губернія                |                       |                          | Полковник                    |                                                                      | 796      |
| 21 |      | Крат Михайло Миколайович             | 6 серпня 1892     | м. Гадяч, Полтавська область                                          | 8 серпня 1979         | Детройт, США             | Генерал-хорунжий             | Третя Залізна Стрілецька дивізія Армії УНР                           | 514      |
| 22 |      | Крижанівський Петро Євсійович        | 9 січня 1892      | Балтський повіт, Подільська губернія                                  | після 1945            |                          | Підполковник                 |                                                                      | 783      |
| 23 |      | Крицький Павло Митрофанович          | 3 листопада 1868  | с. Мала Дівиця Прилуцького повіту Полтавської губернії                | після 1924            | Львів                    | Полковник                    | Повітряний флот УНР                                                  | 94       |
| 24 |      | Кріпак Нестор Іванович               | 27 жовтня 1892    | м. Лебедин, Лебединський повіт, Харківська губернія                   |                       | табір Щепіорно, Польща   | Підполковник                 | 4-та Сірожупанна бригада 2-га Волинська стрілецька дивізія Армії УНР | 1080     |
| 25 |      | Кудрявцев Павло Омелянович           | 1873              | слобода Ряська Костянтиноградського повіту Катеринославської губернії | 1 лютого 1921         | Тернопіль                | Генерал-поручник (посмертно) | Окремий Залізнично-Технічний корпус Дієвої армії УНР                 |          |
| 26 |      | Кузнецов Омелян                      | 5 серпня 1892     | Полтавська губернія                                                   | 7 жовтня 1968         | Велика Британія          | Старшина                     | 3-тя Залізна стрілецька дивізія Армії УНР                            | 624      |
| 27 |      | Кулжинський Сергій Миколайович       | 18 червня 1869    | Волинська губернія                                                    | 1938                  | Польща                   | Генерал-хорунжий             | кавалерія                                                            |          |
| 28 |      | Куликівський Микола Йосипович        | 6 грудня 1884     | смт. Торчин Луцького повіту Волинської губернії                       | після 1945            |                          | Підполковник                 |                                                                      | 331      |
| 29 |      | Курах Михайло Степанович             | 19 вересня 1895   | с. Сердиця під Львовом                                                | 18 червня 1962        | Нью-Йорк                 | Сотник                       | 2-га гарматна батарея Січових стрільців                              | 675      |
| 30 |      | Кущ Віктор Максимович                | 10 листопада 1887 | м. Сімферополь                                                        | 21 листопада 1942     | Польща                   | Генерал-хорунжий             |                                                                      | 203      |
| 31 |      | Куровський Володимир                 |                   |                                                                       |                       |                          | Сотник                       | 1-го Синього полку                                                   | 542      |